# Love Injected
Love Injected – singiel łotewskiej piosenkarki Aminaty Savadogo napisany przez samą artystkę i wydany na jej debiutanckiej płycie zatytułowanej Inner Voice z 2015 roku.
Utwór reprezentował Łotwę podczas 60. Konkursu Piosenki Eurowizji w 2015 roku, dzięki wygraniu w lutym lokalnych eliminacji Supernova 2015. 21 maja numer został zaprezentowany w drugim półfinale Konkursu Piosenki Eurowizji i awansował do finału, w którym zajął ostatecznie 6. miejsce ze 186 punktami, w tym z maksymalnymi notami 12 punktów od Irlandii, Litwy i San Marino.